# Slaves & Masters
Slaves & Masters е 13-ият студиен албум на британската хардрок група „Дийп Пърпъл“, издаден през 1990 г. Албумът е продуциран от Роджър Глоувър и е единственият студиен запис на групата с певеца Джо Лин Търнър, който заменя Иън Гилън предишната година.

### Винил
1. „King of Dreams“ (Ричи Блекмор, Роджър Глоувър, Джо Лин Търнър) – 5:26
2. „The Cut Runs Deep“ (Блекмор, Глоувър, Търнър, Джон Лорд, Иън Пейс) – 5:42
3. „Fire in the Basement“ (Блекмор, Глоувър, Търнър, Лорд, Пейс) – 4:43
4. „Fortuneteller“ (Блекмор, Глоувър, Търнър, Лорд, Пейс) – 5:49
5. „Truth Hurts“ (Блекмор, Глоувър, Търнър) – 5:14
6. „Breakfast in Bed“ (Блекмор, Глоувър, Търнър) – 5:17
7. „Love Conquers All“ (Блекмор, Глоувър, Търнър) – 3:47
8. „Too Much Is Not Enough“ (Търнър, Боб Хелд, Ал Грийнууд) – 4:17
9. „Wicked Ways“ (Блекмор, Глоувър, Търнър) – 6:33

### Release on CD
1. „King of Dreams“ (Блекмор, Глоувър, Търнър) – 5:28
2. „The Cut Runs Deep“ (Блекмор, Глоувър, Търнър, Лорд, Пейс) – 5:42
3. „Fire in the Basement“ (Блекмор, Глоувър, Търнър, Лорд, Пейс) – 4:43
4. „Truth Hurts“ (Блекмор, Глоувър, Търнър) – 5:14
5. „Breakfast in Bed“ (Блекмор, Глоувър, Търнър) – 5:17
6. „Love Conquers All“ (Блекмор, Глоувър, Търнър) – 3:47
7. „Fortuneteller“ (Блекмор, Глоувър, Търнър, Лорд, Пейс) – 5:49
8. „Too Much Is Not Enough“ (Търнър, Боб Хелд, Ал Грийнууд) – 4:17
9. „Wicked Ways“ (Блекмор, Глоувър, Търнър, Лорд, Пейс) – 6:33

В добавка към тези песни, на Slaves & Masters има още две песни записани в този състав. Едната е Slow Down Sister (b-страна на Love Conquers All), а другата Fire, Ice and Dynamite, на която на синтезатора свири не Джон Лорд, а Роджър Глоувър.

## Състав
- Джо Лин Търнър – вокал
- Ричи Блекмор – китара
- Роджър Глоувър – бас
- Джон Лорд – орган, клавишни
- Иън Пейс – барабани